# Draft WNBA 2005
Il Draft WNBA 2005 fu il nono draft tenuto dalla WNBA e si svolse il 16 aprile 2005.
|  | Giocatrici selezionate per l'all-star game WNBA |

## Primo giro
| Scelta | Giocatrice           | Nazionalità | Squadra WNBA                                   | College/Squadra di club |
| ------ | -------------------- | ----------- | ---------------------------------------------- | ----------------------- |
| 1      | Janel McCarville (C) | Stati Uniti | Charlotte Sting                                | Minnesota Gophers       |
| 2      | Tan White (G)        | Stati Uniti | Indiana Fever                                  | MSU Bulldogs            |
| 3      | Sandora Irvin (F)    | Stati Uniti | Phoenix Mercury                                | TCU Horned Frogs        |
| 4      | Kendra Wecker (F)    | Stati Uniti | San Antonio Silver Stars                       | Kansas St. Wildcats     |
| 5      | Sancho Lyttle (C)    | Spagna      | Houston Comets                                 | Houston Cougars         |
| 6      | Temeka Johnson (G)   | Stati Uniti | Washington Mystics                             | LSU Lady Tigers         |
| 7      | Kara Braxton (F)     | Stati Uniti | Detroit Shock                                  | Georgia L. Bulld.       |
| 8      | Katie Feenstra (C)   | Stati Uniti | Connecticut Sun (ceduta a San Antonio)         | Liberty Lady Flames     |
| 9      | Kristin Haynie (G)   | Stati Uniti | Sacramento Monarchs                            | MSU Spartans            |
| 10     | Loree Moore (G)      | Stati Uniti | New York Liberty                               | Tenn. L. Volunteers     |
| 11     | Kristen Mann (F)     | Stati Uniti | Minnesota Lynx                                 | UCSB Gauchos            |
| 12     | Tanisha Wright (G)   | Stati Uniti | Seattle Storm                                  | Penn State L. Lions     |
| 13     | Dionnah Jackson (F)  | Stati Uniti | Detroit Shock (da Los Angeles, via Washington) | Oklahoma Sooners        |

## Secondo giro
| Scelta | Giocatrice              | Nazionalità | Squadra WNBA                  | College/Squadra di club  |
| ------ | ----------------------- | ----------- | ----------------------------- | ------------------------ |
| 14     | Shyra Ely (F)           | Stati Uniti | San Antonio Silver Stars      | Tenn. L. Volunteers      |
| 15     | Roneeka Hodges (G)      | Stati Uniti | Houston Comets                | Fl. State Seminoles      |
| 16     | Yolanda Paige (G)       | Stati Uniti | Indiana Fever                 | WV Mountaineers          |
| 17     | Jacqueline Batteast (F) | Stati Uniti | Minnesota Lynx (da Charlotte) | N. Dame F. Irish         |
| 18     | Angelina Williams (F)   | Stati Uniti | Phoenix Mercury               | Illinois Fighting Illini |
| 19     | Erica Taylor (G)        | Stati Uniti | Washington Mystics            | L.T. Lady Techsters      |
| 20     | Nikita Bell (F/G)       | Stati Uniti | Detroit Shock                 | N. Carol. Tar Heels      |
| 21     | Erin Phillips (G)       | Australia   | Connecticut Sun               | Adelaide Lightning       |
| 22     | Chelsea Newton (G)      | Stati Uniti | Sacramento Monarchs           | Rutgers S. Knights       |
| 23     | Tabitha Pool (F)        | Stati Uniti | New York Liberty              | Michigan Wolver.         |
| 24     | Jessica Moore (C)       | Stati Uniti | Charlotte Sting               | UConn Huskies            |
| 25     | Ashley Battle (F)       | Stati Uniti | Seattle Storm                 | UConn Huskies            |
| 26     | DeeDee Wheeler (G)      | Stati Uniti | Los Angeles Sparks            | Arizona Wildcats         |

## Terzo giro
| Scelta | Giocatrice              | Nazionalità | Squadra WNBA             | College/Squadra di club |
| ------ | ----------------------- | ----------- | ------------------------ | ----------------------- |
| 27     | Cathrine Kraayeveld (F) | Stati Uniti | San Antonio Silver Stars | Oregon Ducks            |
| 28     | Jenni Dant (G)          | Stati Uniti | Houston Comets           | DePaul B. Demons        |
| 29     | Ashley Earley (G/F)     | Stati Uniti | Indiana Fever            | Vand. Commodores        |
| 30     | Anne O'Neil (G)         | Stati Uniti | Sacramento Monarchs      | Iowa St. Cyclones       |
| 31     | Jamie Carey (G)         | Stati Uniti | Phoenix Mercury          | Texas Longhorns         |
| 32     | Tashia Morehead (F)     | Stati Uniti | Washington Mystics       | Florida Gators          |
| 33     | Jenni Lingor (G)        | Stati Uniti | Detroit Shock            | Missouri St. Bears      |
| 34     | Megan Mahoney (F)       | Stati Uniti | Connecticut Sun          | Kansas St. Wildcats     |
| 35     | Cisti Greenwalt (C)     | Stati Uniti | Sacramento Monarchs      | TTU Lady Raiders        |
| 36     | Rebecca Richman (C)     | Giamaica    | New York Liberty         | Rutgers S. Knights      |
| 37     | Monique Bivins (G)      | Stati Uniti | Minnesota Lynx           | Alabama Crim. Tide      |
| 38     | Steffanie Blackmon (F)  | Stati Uniti | Seattle Storm            | Baylor Bears            |
| 39     | Heather Schreiber (F)   | Stati Uniti | Los Angeles Sparks       | Texas Longhorns         |